# 豆大福ものがたり
『豆大福ものがたり』（まめだいふくものがたり）は、2013年10月26日に公開された短編映画。菊池亜希子主演。沖田修一監督、前田司郎脚本。神保町シアターで1週間限定レイトショー公開された。本編20分、メイキング映像10分。
菊池亜希子が編集長を務める雑誌『ムック マッシュ』（小学館刊）から誕生した企画。前田・沖田が参加し、菊池が大好物の豆大福をテーマに作られた。

## キャスト
- 菊池亜希子
- 黒田大輔
- 瑛蓮
- 佐々木大介
- 中島歩
- 大崎由利子（特別出演）
- 森麻季（友情出演）
- 志賀廣太郎

## スタッフ
- 監督：沖田修一
- 脚本：前田司郎
- 撮影・照明：道川昭如
- 録音：丸池嘉人
- 美術・装飾：石井健
- 音楽：キセル
- プロデューサー：立石義隆